# Brownstone
Cet article concerne un type de maisons. Pour le groupe de musique, voir Brownstone (groupe).

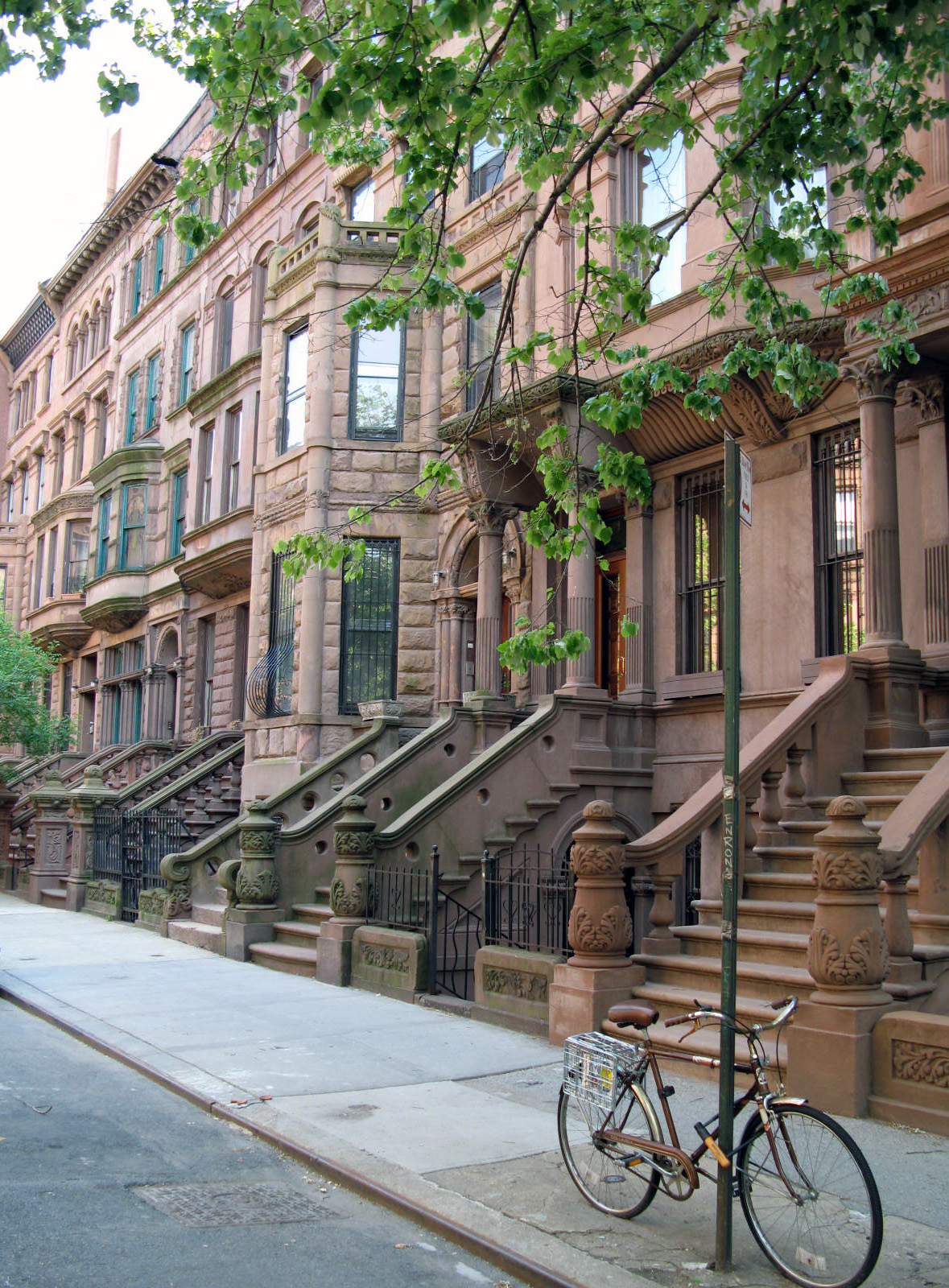
Brownstones à Harlem (New York).

Le brownstone désigne en anglais un grès rouge du Trias utilisé pour la construction de maisons urbaines. Les premières « brownstones » sont édifiées au milieu du XIXe siècle à New York. La pierre fut utilisée dans le monde entier avant d'être abandonnée vers 1900 à cause de sa fragilité. Les carrières utilisées pour New York étaient situées dans le New Jersey et dans le Connecticut. Parfois ce matériau était importé d'Allemagne.
À New York et à Boston, « brownstone » désigne une maison construite en grès rouge. On accède à la porte d'entrée du premier étage par un escalier. Ce dispositif évitait à l'origine d'apporter la boue de la rue sous les chaussures. À New York, les « brownstones » sont particulièrement nombreuses dans l'arrondissement de Brooklyn, par exemple dans les quartiers de Bedford-Stuyvesant et Park Slope. De nombreuses « brownstones » ont été rénovées pour accueillir une population nouvelle, dans le cadre de l'embourgeoisement de certains quartiers comme Harlem.

## Galerie d'images

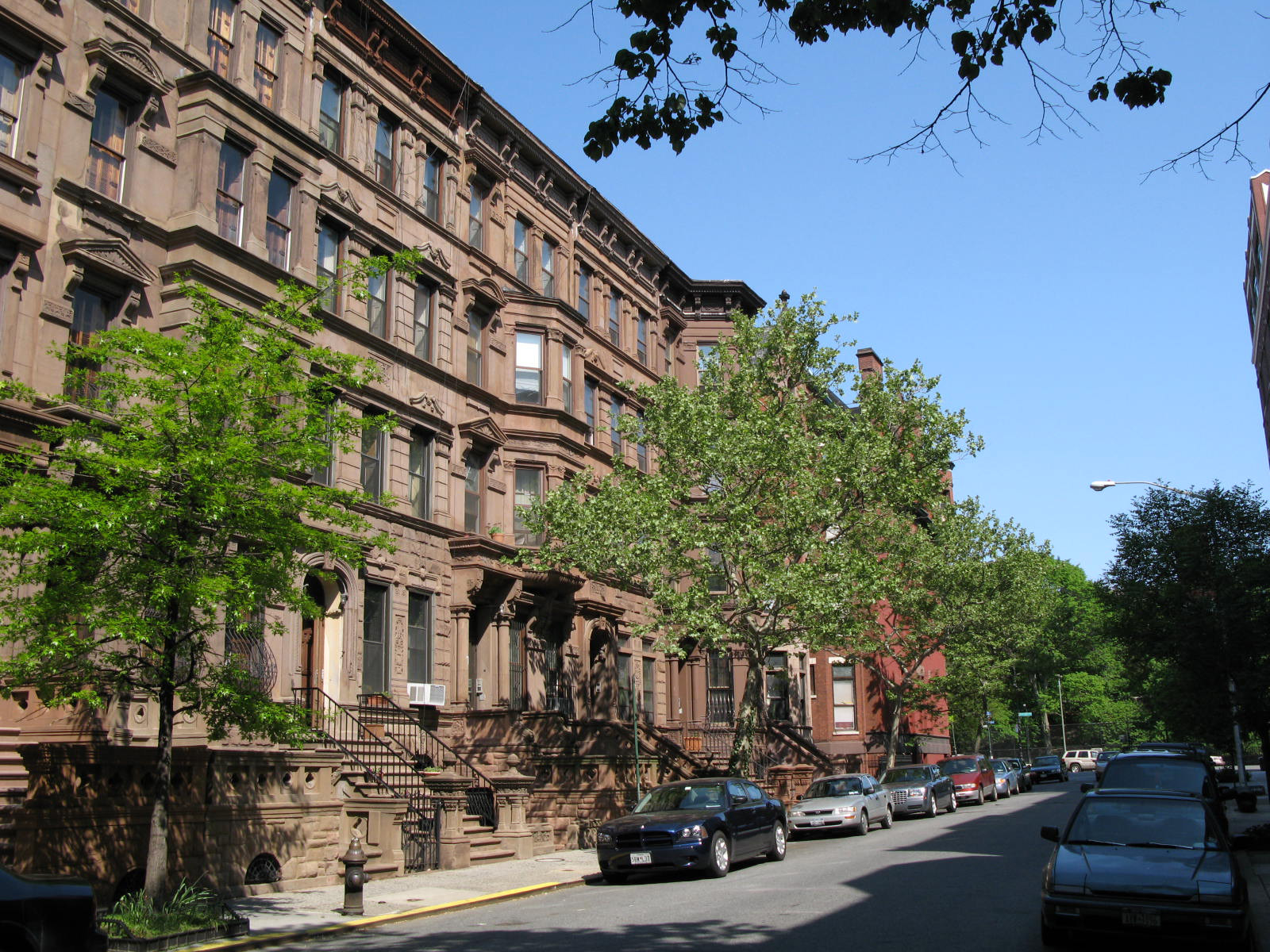
Harlem.
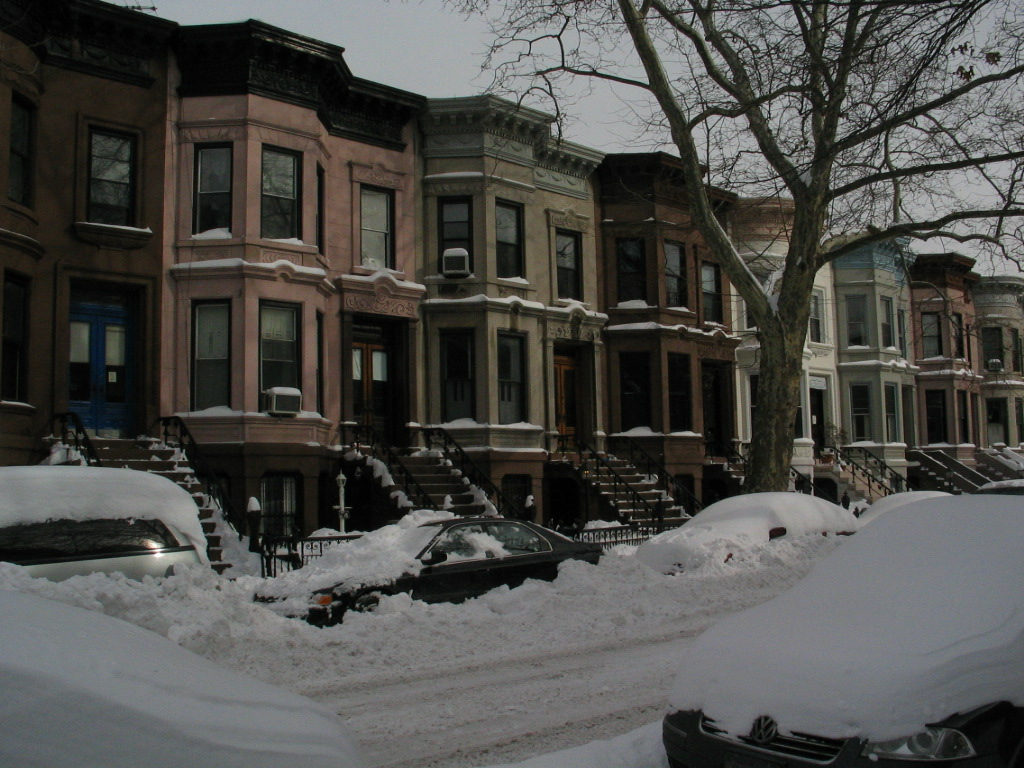
Park Slope, Brooklyn.
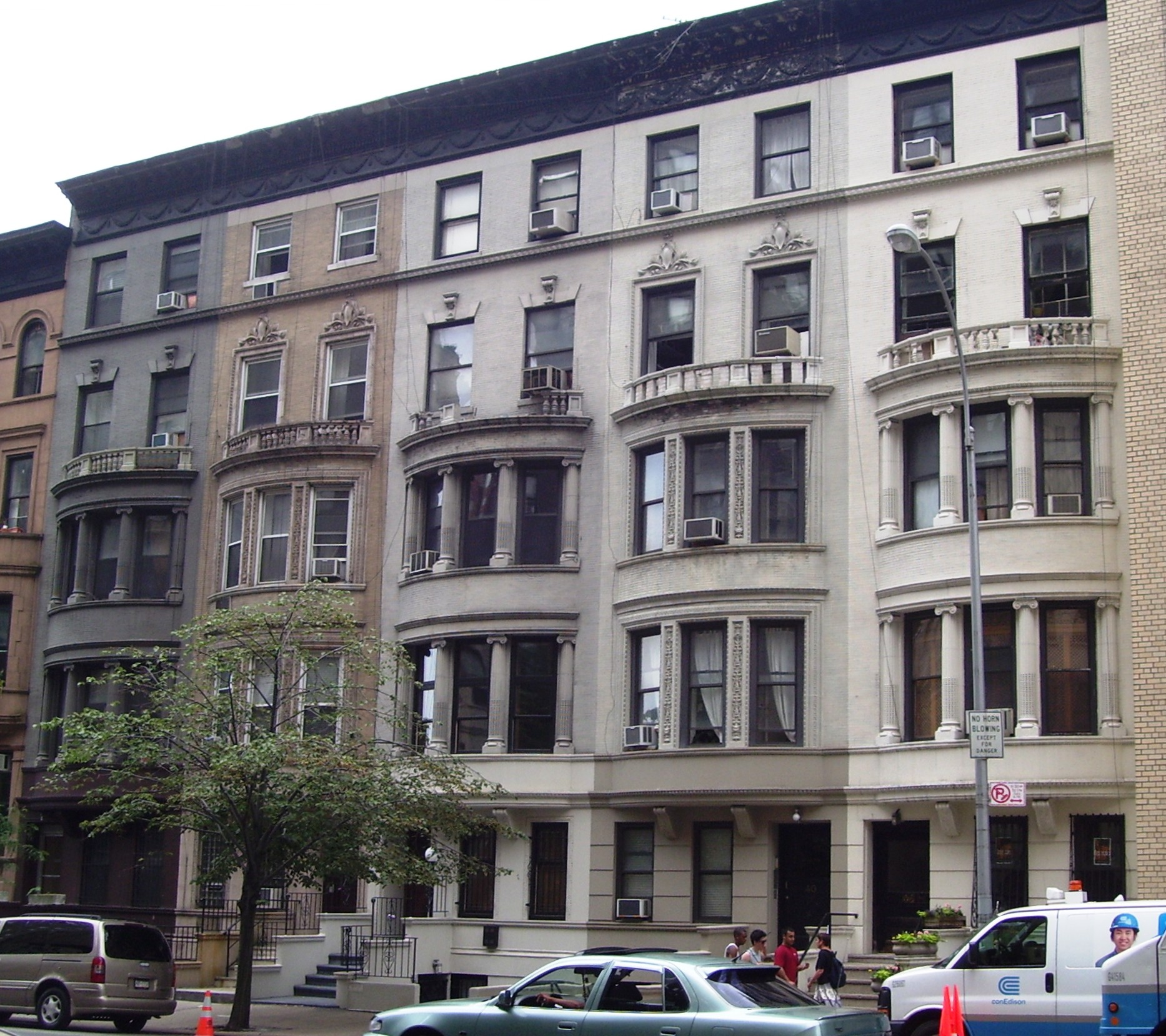
Upper West Side.
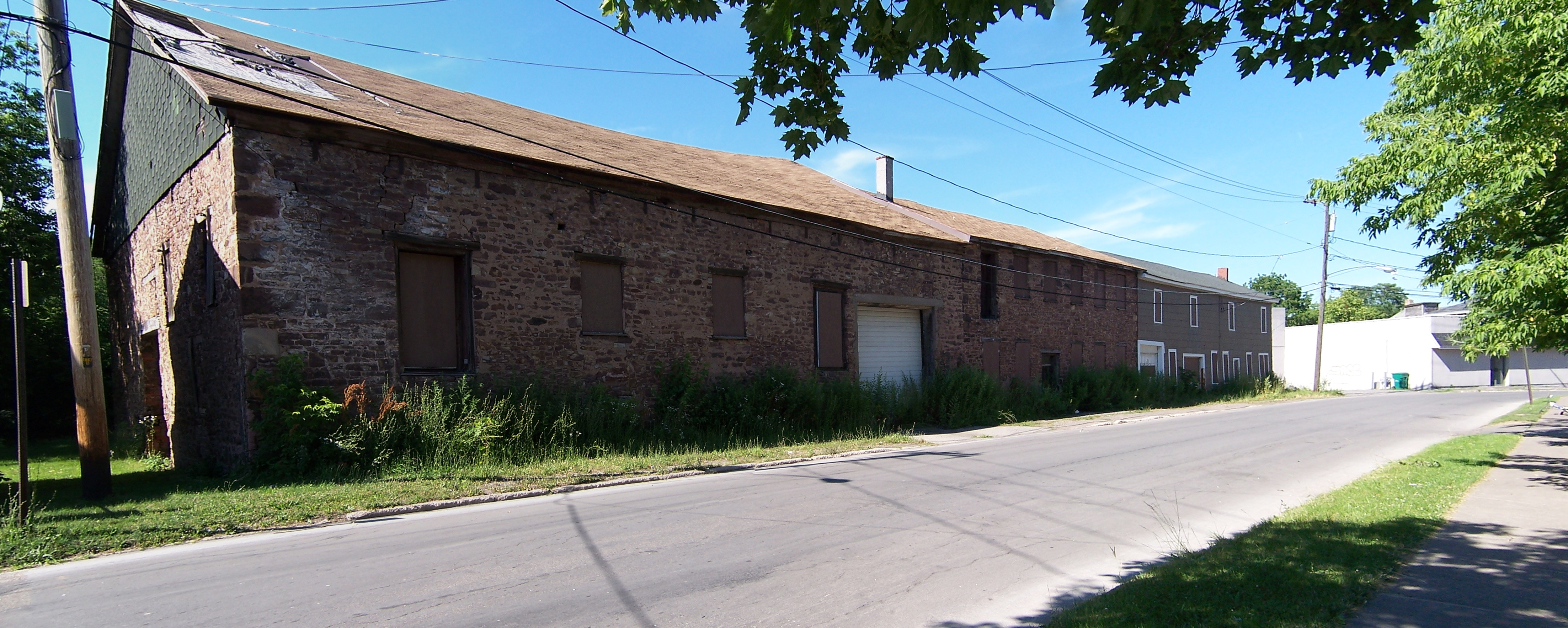
Whiteside, Barnett and Co. Agricultural Works.